# Медея (фильм, 1988)
«Медея» (англ. Medea) — фильм Ларса фон Триера, вышедший на экраны в 1988 году. Фильм был снят для телевидения по нереализованному сценарию известного кинорежиссёра К. Т. Дрейера, который был основан на трагедии Еврипида.

## Сюжет
В фильме нет какого-либо радикального переосмысления классической истории, но действие фильма, в отличие от оригинальной трагедии, разворачивается в средневековых северных декорациях. Медея убивает своих детей. Некогда молодая, красивая и счастливая женщина превращается в настоящего монстра, жаждущего лишь мести. Ларс фон Триер пытается погрузиться во внутренний мир героини и понять её переживания и мысли.

## Съёмочная группа
- Режиссёр — Ларс фон Триер
- Авторы сценария — Карл Теодор Дрейер, Еврипид, Ларс фон Триер, Пребен Томсен
- Оператор — Сейр Брокман
- Композитор — Йоахим Хольбек

## В ролях
- Удо Кир — Ясон
- Кирстен Олесен — Медея
- Хеннинг Енсен — Креон
- Солбьорг Ходжфельдт — Аммен
- Пребен Лердорф Рай — Педрагон
- Бор Ове — Аицеус
- Людмила Глинска — Глаус
- Вера Гебур — Аэлдра